# Bantan Tengah
Bantan Tengah is een bestuurslaag in het regentschap Bengkalis van de provincie Riau, Indonesië. Bantan Tengah telt 5279 inwoners (volkstelling 2010).